# 大桥祐纪
大桥祐纪（Ohashi Yuki， 1996年7月27日—）,是出身于千叶县松户市的职业足球运动员，司职前锋，目前效力于英冠俱乐部布力般流浪。

## 经历
大桥祐纪出身于市原千叶JEF联U15。后分别进入千葉縣立八千代高等學校、中央大学就读。大四的时候，他在关东大学足球二级联赛打进21球，打破赛会纪录，为球队夺冠重返一级联赛做出了巨大贡献。
2018年6月，还是学生的他决定从2019年起加盟湘南比马，同时被批准为特别指定球员。同年12月1日，他在J1决赛对阵名古屋鲸八的比赛中完成J联赛首秀。
2019年，大桥祐纪正式加盟湘南比马。4月28日，他在J联赛第9轮对阵鸟栖砂岩比赛中打进职业生涯处子球。
大桥祐纪在2023赛季J联赛揭幕战对鸟栖砂岩的比赛中上演帽子戏法。他也成为继2006年的柳泽敦和我那霸和树之后，第6位在J联赛揭幕战中上演帽子戏法的球员。同时，这是自1998年的吕比须之后，湘南队内时隔25年再次有球员在揭幕战中上演帽子戏法。

## 所属俱乐部
- 2003年-2005年 常盘平SC（松户市立牧野原小学校）
- 2006年-2008年 柏鹰队（松户市立牧野原小学校）
- 2009年-2011年 市原千叶JEF联 U-15 （松戶市立常盤平中學校）
- 2012年～2014年 千叶县立八千代高等学校（日语：千葉県立八千代高等学校）
- 2015年-2018年 中央大学
  - 2018年6月-同年12月 湘南比马（特别指定选手）
- 2019- 湘南比马

## 成绩

### 团体
中央大学
- 关东大学足球联赛2级（2018年）

### 个人
- 关东大学足球联赛2级 最佳射手（2018年）
- 关东大学足球联赛2级 最佳十一人（2018年）

## 脚注
1. ↑  . ゲキサカ. 2018-12-01  [2018-12-07]. （原始内容存档于2023-02-24）.
2. ↑  湘南の大卒ルーキーがプロ初ゴール!得点力不足に陥る鳥栖下して4戦ぶり白星 （页面存档备份，存于）ゲキサカ（2019年4月28日）
3. ↑  . 日刊スポーツ. 2023-02-18  [2023-02-19]. （原始内容存档于2023-03-19）.